# Мурашова, Екатерина Вадимовна
Екатерина Вадимовна Мурашова — семейный психолог, писатель, автор подростковых драматических книг.

## Биография
Екатерина Мурашова родилась 28 февраля 1962 года в Ленинграде, окончила биолого-почвенный и психологический факультеты Ленинградского государственного университета.
Её первой публикацией стала повесть «Талисман» в сборнике «Дружба» (1989).
Член Союза писателей Санкт-Петербурга. Награждена двумя национальными премиями России по детской литературе «Заветная мечта» — за повести «Класс коррекции» (2005) и «Гвардия тревоги» (2007).
В 2010 году включена в число номинантов Международной литературной премии памяти Астрид Линдгрен.
Екатерина Мурашова — практикующий детский психолог. Замужем, двое детей.

### Трилогия «Анжелика и Кай»
- «Забывший имя Луны» (2008)
- «Земля королевы Мод» (2008)
- «Детский дом» (2008)

### Детская психология
- «Ваш непонятный ребенок: Психологические проблемы ваших детей» (2002, переиздание 2015)
- «Дети-тюфяки и дети-катастрофы: Гиподинамический и гипердинамический синдром» (2003, переиздание 2014)
- «Память — на пять!» (2005)
- «Любить или воспитывать?» (2014)
- «Лечить или любить?» (2014)
- «Экзамен для родителей» (2014)
- «Все мы родом из детства» (2015)
- «Должно ли детство быть счастливым?» (2017)
- «Дети взрослым не игрушки» (2018)